# Rafael Navarro-Valls
Rafael Navarro-Valls (Cartagena, 12 de febrero de 1940) es un jurista español, catedrático emérito y profesor de honor de la Facultad de Derecho, de la Universidad Complutense de Madrid, y vicepresidente de la Real Academia de Jurisprudencia y Legislación de España. 

## Biografía

### Formación académica y dirección de varios Colegios Mayores
Tras realizar el bachillerato en Cartagena, se desplazó a Murcia donde cursó la carrera de Derecho en la Universidad de Murcia, finalizándola en 1962 con Premio Extraordinario de licenciatura.  
Gran aficionado al deporte. Practicó, a un alto nivel, disciplinas tan distintas como el atletismo -fundamentalmente jabalina-, balonmano, pesca submarina, natación y tenis. 
Prosiguió su formación académica en la Universidad de Navarra, donde se licenció en Derecho Canónico en 1965, mientras trabajaba como director del Colegio Mayor Belagua (Fase 1). En 1965 se trasladó a Zaragoza, para dirigir el Colegio Mayor Miraflores, y concluir su tesis doctoral, que defendió en 1967 en la Facultad de Derecho de la Universidad de Navarra. Ese mismo año se instala en Madrid, donde dirige el Colegio Mayor Moncloa, y trabaja como profesor ayudante de Derecho Canónico en la Facultad de Derecho de la Universidad Complutense, bajo la dirección del que había sido su maestro y profesor en Murcia, Mariano López Alarcón. En 1971, acepta la invitación de López Alarcón y regresa a Murcia, donde estará hasta 1975.

### Catedrático de Derecho Canónico en la Universidad Complutense
Obtuvo sucesivamente las plazas de profesor titular, Agregado y catedrático  de la Universidad Complutense, donde permaneció hasta su jubilación. Durante esta segunda etapa desarrolló su producción jurídica, centrada en el sistema matrimonial español y en el derecho eclesiástico del Estado, cuya transformación se llevó a cabo durante los años posteriores a la Constitución de 1978.

### Derecho Eclesiástico del Estado español
A finales de los años setenta fue uno de los iniciadores en España de la nueva disciplina del Derecho Eclesiástico del Estado. Esto es, de la parte del Derecho que se ocupa del factor social religioso, incluyendo la tutela de la libertad de religión y creencias. 
En 1980 publicó, junto con Pedro Lombardia y otros catedráticos, el primer manual de Derecho eclesiástico del Estado, que influyó en algunas sentencias del Tribunal Constitucional de los años ochenta en materia de libertad religiosa.
Ha sido Director del Departamento de Derecho Eclesiástico del Estado de la Universidad Complutense (1984-1995).

### Cargos y nombramientos
Catedrático emérito y profesor de honor de la Universidad Complutense de Madrid. Durante dos mandatos fue Secretario General de la Universidad Complutense de Madrid (1995-2003).
Ha pertenecido a las Juntas directivas de la Asociación Internacional y de la Asociación Española de canonistas. 
Es director de la Revista General de Derecho Canónico y Derecho Eclesiástico del Estado. Es también miembro del Consejo de Redacción de la Revista FORO de la Facultad de Derecho de la Universidad Complutense,  y de las revistas Ius Canonicum y Anuario de Derecho Eclesiástico del Estado Español, así como  de las revistas italianas Il diritto ecclesiastico, Jus y Diritto e religioni. Dirigió la sección de Derecho Canónico y Derecho Eclesiástico del Estado del portal jurídico Iustel, dentro del cual fundó la primera revista electrónica de esta especialidad en Europa.

## Academias y Asociaciones a las que pertenece
- Presidente de la Conferencia Permanente de Academias Jurídicas Iberoamericanas (que integra a casi treinta academias iberoamericanas y españolas).[2][3]
- Académico de número (diciembre de 1992, tomando posesión en 1994), Vicesecretario, Secretario General (2000-2012) y Vicepresidente de la Real Academia de Jurisprudencia y Legislación de España.[2]
- Académico de Honor de la Real Academia Gallega de Jurisprudencia.[3]
- Académico de Honor de la Real Academia de Jurisprudencia y Legislación de Granada.
- Académico de Honor de la Academia de Derecho de Venezuela.[3]
- Académico de Honor de la Academia Nacional de Derecho y Ciencias Sociales de Córdoba (Argentina).[3]
- Académico de Honor de la Academia de Derecho y Ciencias Sociales de Paraguay.
- Académico de Honor de la Academia de Jurisprudencia y Legislación de Nicaragua.[2]
- Académico de Honor de la Academia Nacional de Ciencias Jurídicas de Bolivia.[2]
- Académico de Honor de la Real Academia de Jurisprudencia y Legislación de Extremadura.

## Premios y distinciones
- Con motivo de su jubilación, recibió el homenaje de casi 250 juristas que le ofrecieron el libro en dos volúmenes titulado Religión, matrimonio y derecho ante el siglo XXI. Estudios en homenaje al profesor Rafael Navarro-Valls
- Cruz de Honor de San Raimundo de Peñafort (2010), concedida por el Ministerio de Justicia.[2]
- Gran Cruz de San Raimundo de Peñafort (2012), concedida por el Consejo de Ministros.[2]
- Medalla de Honor de la Universidad Complutense de Madrid.
- Doctor honoris causa por la Universidad de Turín (Italia).[3]
- Premio Arturo Carlo Jemolo, junto con Javier Martínez-Torrón, otorgado por la Universidad de Turin, bajo la presidencia del filósofo Norberto Bobbio a la mejor obra en lengua italiana sobre relaciones Iglesia-Estado.[4]
- Premio de difusión Balbuena de la Rosa-CEU, otorgado por el Instituto CEU de Estudios de la Familia por sus artículos de prensa relacionados con el tema del matrimonio y el derecho de familia (2007)[5]

## Obras
Ha publicado más de un centenar de ensayos, artículos y monografías como las siguientes:
- El matrimonio religioso en derecho español
- Curso de Derecho matrimonial canónico y concordado (escrito con M. López Alarcón)
- Laicismo y Constitución (junto con Alfonso Ruiz Miguel)
- Estudios de derecho matrimonial
- La libertad religiosa y su regulación legal. La ley orgánica de libertad religiosa, coordinador
- Entre dos orillas. De Barack Obama al Papa Francisco